# راینر زوبل
راینر زوبل (زادهٔ ۳ نوامبر ۱۹۴۸ در آلمان) مربی فوتبال آلمانی است. او در فصل ۱۳۸۴–۱۳۸۳ مربی باشگاه پرسپولیس تهران بود.